# 石門活魚
石門活魚，是臺灣桃園市龍潭區十一分附近餐廳以取自石門水庫鮮魚為號召的魚肉料理。

## 歷史

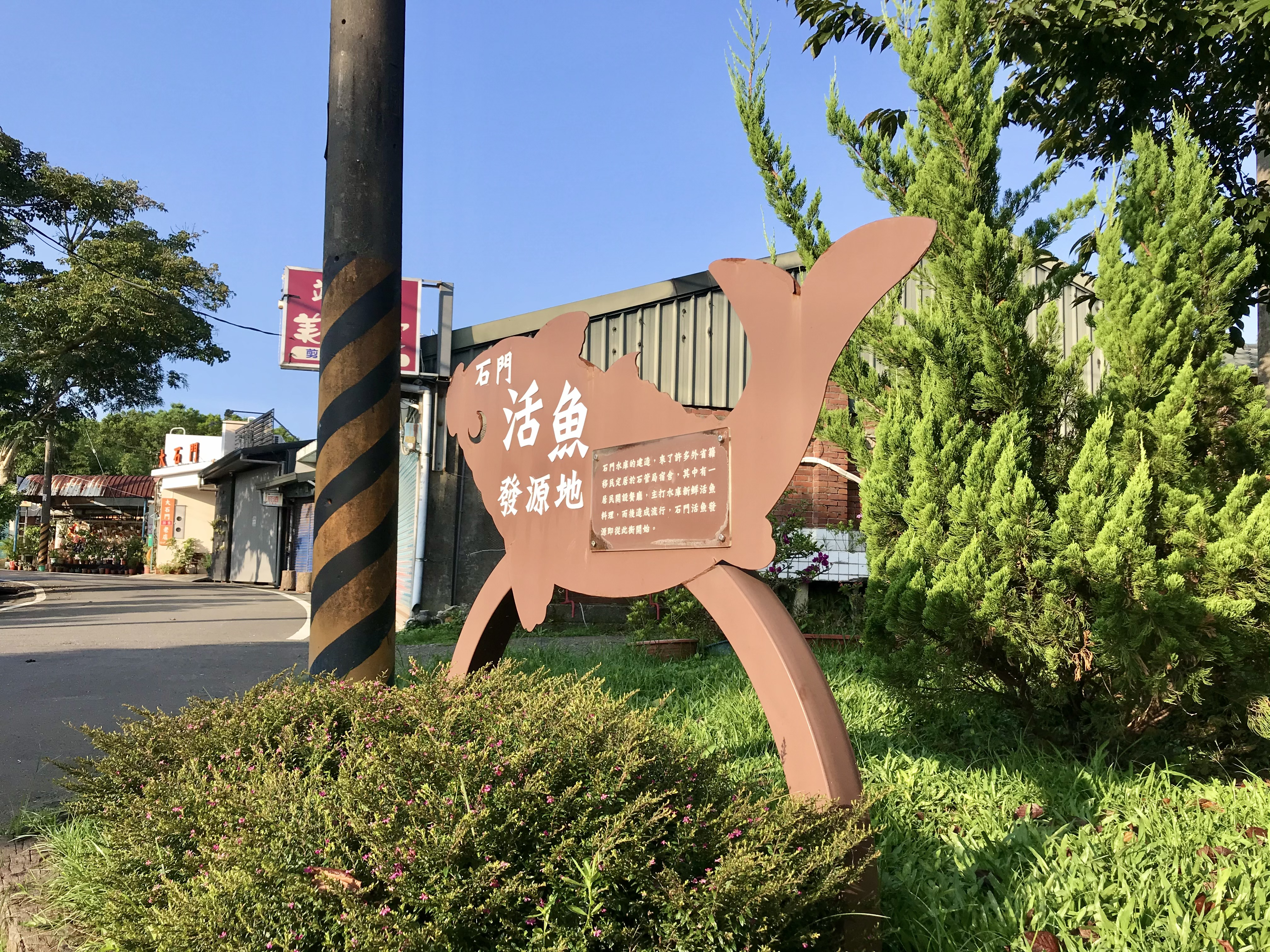
石門活魚發源地牌子

作為石門活魚發祥地的十一分原是沒沒無名的小村。石門水庫建造時，曾達七千名工程人員進駐，吸引餐廳業者進入。水庫於1964年啟用後，水域底下有淹沒的竹木、雜物，不利網撈，使得許多如大頭鰱、鯉魚、草魚等能藏身其間，且因水質清淨而肉質鮮美、無土味。石門水庫管理局宿舍區一角，形成了主打以石門水庫魚群為的餐廳群。第一家以水庫活魚為主打的是十一分的南園活魚餐廳。各家經營開枝散葉，名稱取相近，計有南園、石園、磊園、金蘭、心蘭、蘭園。
1974年，政府漁業機構在此水庫開始試驗箱網養殖法，具有輸送便捷、餌料利用率高、易觀察魚群狀況、能大量生產等優點。同年一篇食記報導，對於石門水庫環翠樓用水庫活魚作醋溜魚片，評價是味道至為鮮美，且售價不過新台幣九十元。像是退伍榮民陳惠慶原先是賣早點與雜貨，便在該年創辦石園活魚餐廳，設在佳安西路5之7~10號。他為吸引觀光客，除該年斥資新台幣六萬餘元買大型冷氣外，還對魚料理加入粵菜、江浙菜、川菜八大菜系。
六福村野生動物園建立後，旅客會順道去石門水庫吃活魚，帶動石門活魚名號。水庫大壩北側、北區水資源局前的文化路，以及台三乙線週邊，曾達約二百家的活魚餐廳林立，逢假日餐廳一位難求。1980年8月臺灣逢大旱，使得養殖淡水活魚有臭土味而滯銷，烹飪石門活魚的餐廳遊客依然絡繹不絕。在有福爾摩沙高速公路後，石門活魚的餐廳因場地寬廣，更吸引中和、土城等地的人士選到這裡辦喜宴。為解決稱為「活魚街」的十一份路窄小問題，地主彭雲慶還捐出二百坪土地，供建成紅磚人行道，以維護行人交通安全。
2004年起，政府為吸引觀光，開始舉辦桃園石門活魚觀光節。

## 料理
石門水庫水域內主要有草魚、青魚、鯉魚、鯰魚、鯽魚、鰱魚等魚種。經營石門活魚餐廳的鄉民代表陳春錢表示，草魚肉質結實、青魚肉質油脂較高且細嫩、鯉魚肉少刺多而作法受限。鯰魚成本較高，因漁民僅在農曆年後至國曆五月初期間以沈底靜釣撈捕。水庫活魚因產量有限且具季節性，又草魚懂得避開張網捕捉，難得撈獲草魚，故一些業者所供應的草魚並非水庫所有。隨環境變遷，水庫活魚捕撈量少，使得業者大多向當地養殖業者買魚或到中臺灣、南臺灣購買，再以水庫圳水在魚池裡養約半月，以去除土味，此即所謂的「半水庫魚」。
十一分的活魚餐廳廚師，長期以肉商饒震南擔任召集人，每年由一位主廚作東來研發新菜，以交流餐飲知識。業者最早推出是活魚三吃，後來花樣一直變化增加，但主要還是糖醋、豆瓣、豆酥、紅燒、清蒸等作法。像是招牌菜之一的糖醋作法，為大塊魚肉交叉切橫紋後油炸，將魚肉反轉似圓球型，再淋上紅糖或砂糖汁後配銀絲捲上桌。老饕則推薦清蒸，因吃後有土味即不是石門活魚。種種作法唯獨無生魚片，是基於飲食安全，淡水魚熟食為宜。像是以入山藥、杜仲、枸杞、何首烏、黑棗等中藥材搭配活魚，是2006年後為吸引客人的新料理。四川料理的陰陽魚則是將鯉魚抽筋後，去掉兩側魚肉，將依然呼吸的魚身送至餐桌。據石園活魚餐廳大廚王伯瑜回憶，早期活魚餐廳相互較勁，便推出陰陽魚，但因殘忍，已無廚師願意做。